# Gilaszalagos küllő
A gilaszalagos küllő (Melanerpes uropygialis) a madarak (Aves) osztályának harkályalakúak (Piciformes) rendjébe, ezen belül a harkályfélék (Picidae) családjába tartozó faj.

## Előfordulása
Az Amerikai Egyesült Államok és Mexikó területén honos. Az oszlopkaktusz egyik lakója.

## Alfajai
- Melanerpes uropygialis brewsteri
- Melanerpes uropygialis cardonensis
- Melanerpes uropygialis fuscescens
- Melanerpes uropygialis uropygialis

## Megjelenése
Testhossza 24 centiméter, szárnyfesztávolsága pedig 45 centiméter. A hím és a tojó között annyi a különbség, hogy a hím feje teteje piros, míg a tojóé nem. Szárnya és a farktolla fekete–fehér színű.
|  |

## Életmódja
Chuur hangot hallat. A kaktuszra nézve hasznos, mivel megeszi belőle a növény húsában élősködő rovarlárvákat.

## Szaporodása
Fészkét saguaro kaktuszba rakja. Sűrűn használja a tündérbaglyocska elhagyott fészkét. Fészekalja 3-5 fehér tojásból áll.

## Fordítás
- Ez a szócikk részben vagy egészben  a   Gila Woodpecker című angol Wikipédia-szócikk fordításán alapul.  Az eredeti cikk szerkesztőit annak laptörténete sorolja fel. Ez a jelzés csupán a megfogalmazás eredetét és a szerzői jogokat jelzi, nem szolgál a cikkben szereplő információk forrásmegjelöléseként.